# Canton d'Yutz
Le canton d'Yutz  est une circonscription électorale française située dans le département de la Moselle et la région Grand Est.

## Géographie
Ce canton est organisé autour de Yutz dans l'arrondissement de Thionville. Son altitude varie de 145 m (Berg-sur-Moselle) à 429 m (Volmerange-les-Mines).

## Histoire
Le canton de Basse-Yutz est créé par décret du 8 août 1967 par scission du canton de Thionville.
Il est renommé « canton d'Yutz » en 1971, à la suite de la fusion de Basse-Yutz et Haute-Yutz pour former la commune de Yutz.
Par décret du 18 février 2014, le nombre de cantons du département est divisé par deux, avec mise en application aux élections départementales de mars 2015. Le canton de Yutz est conservé et s'agrandit. Il passe de 4 à 23 communes + une fraction.

## Représentation

### Représentation avant 2015
| Période | Période | Identité          | Étiquette    | Qualité |
| ------- | ------- | ----------------- | ------------ | --- |
| 1967    | 1973    | François Dupont   | RI           | Maire de Basse-Yutz Ancien conseiller général du Canton de Thionville (1960-1967)                                                                       |
| 1973    | 1985    | René de Mattéis   | PCF          | Ouvrier sidérurgiste Maire de Terville (1971-1998) |
| 1985    | 1998    | Jean-Pierre Heitz | UDF          | Chef d'entreprise Maire d'Illange (1971-1995) Suppléant du député Jean-Marie Demange                                                                    |
| 1998    | 2015    | Patrick Weiten    | DVD puis UDI | Fonctionnaire Maire de Yutz (1995-2011) Président de la Communauté d'agglomération Portes de France-Thionville Président du Conseil général (2011-2015) |

### Représentation à partir de 2015
| Période élective | Période élective | Mandat | Mandat   | Identité        | Nuance | Nuance | Qualité |
| ---------------- | ---------------- | ------ | -------- | --------------- | ------ | ------ | --- |
| 2015             | 2021             | 2015   | 2021     | Patrick Weiten  |        | UDI    | Fonctionnaire Président du conseil départemental (depuis 2015) Député (2016-2017) Maire d'Yutz (1995-2011) Président de la communauté d'agglomération Portes de France-Thionville (2008-2016) Vice-président du conseil régional d'Alsace-Champagne-Ardenne-Lorraine (janvier-mai 2016) |
| 2015             | 2021             | 2015   | 2021     | Rachel Zirovnik |        | UDI    | Employée (secteur financier) Maire de Mondorff |
| 2021             | 2028             | 2021   | en cours | Patrick Weiten  |        | UDI    | Conseiller sortant, Président du conseil départemental |
| 2021             | 2028             | 2021   | en cours | Rachel Zirovnik |        | UDI    | Conseillère sortante, 12e Vice-Présidente du conseil départemental |

### Résultats détaillés

#### Élections de mars 2015
À l'issue du 1er tour des élections départementales de 2015, deux binômes sont en ballottage : Patrick Weiten et Rachel Zirovnik (UDI, 50,69 %) et Aline Bodo et Stéphane Reichling (FN, 23,96 %). Le taux de participation est de 41,8 % (15 072 votants sur 36 056 inscrits) contre 44,87 % au niveau départemental et 50,17 % au niveau national.
Au second tour, Patrick Weiten et Rachel Zirovnik (UDI) sont élus avec 74 % des suffrages exprimés et un taux de participation de 39,29 % (9 825 voix pour 14 168 votants et 36 059 inscrits).
Patrick Weiten est membre du MRSL.

#### Élections de juin 2021
Le premier tour des élections départementales de 2021 est marqué par un très faible taux de participation (33,26 % au niveau national). Dans le canton d'Yutz, ce taux de participation est de 24,68 % (9 084 votants sur 36 802 inscrits) contre 26,75 % au niveau départemental. À l'issue de ce premier tour, deux binômes sont en ballottage : Patrick Weiten et Rachel Zirovnik (Union à droite, 56,82 %) et Delphine Bour et Pascal Landragin (Union à gauche avec des écologistes, 23,83 %).
Le second tour des élections est marqué une nouvelle fois par une abstention massive équivalente au premier tour. Les taux de participation sont de 34,36 % au niveau national, 27,16 % dans le département et 25,09 % dans le canton d'Yutz. Patrick Weiten et Rachel Zirovnik (Union à droite) sont élus avec 70,36 % des suffrages exprimés (6 100 voix pour 9 234 votants et 36 810 inscrits),,.

## Composition

### Composition de 1967 à 2015

Situation du canton de Yutz dans l'Arrondissement de Thionville-Est avant 2015.

Le canton d'Yutz regroupait 4 communes.
| Nom              | Code Insee | Codepostal | Superficie (km2) | Population (dernière pop. légale) | Densité (hab./km2) |
| ---------------- | ---------- | ---------- | ---------------- | --------------------------------- | ------------------ |
| Yutz (chef-lieu) | 57757      | 57970      | 13,97            | 15 776 (2012)                     | 1 129              |
| Illange          | 57343      | 57970      | 5,65             | 1 920 (2012)                      | 340                |
| Manom            | 57441      | 57100      | 10,39            | 2 594 (2012)                      | 250                |
| Terville         | 57666      | 57180      | 3,83             | 6 556 (2012)                      | 1 712              |

### Composition depuis 2015
| Nom                          | Code Insee | Intercommunalité               | Superficie (km2) | Population (dernière pop. légale)               | Densité (hab./km2) | Modifier                                    |
| ---------------------------- | ---------- | ------------------------------ | ---------------- | ----------------------------------------------- | ------------------ | ------------------------------------------- |
| Yutz (bureau centralisateur) | 57757      | CA Portes de France-Thionville | 13,97            | 17 497 (2022)                                   | 1 252              | modifier les données · modifier les données |
| Basse-Rentgen                | 57574      | CC de Cattenom et environs     | 10,46            | 525 (2022)                                      | 50                 | modifier les données · modifier les données |
| Berg-sur-Moselle             | 57062      | CC de Cattenom et environs     | 2,91             | 457 (2022)                                      | 157                | modifier les données · modifier les données |
| Beyren-lès-Sierck            | 57076      | CC de Cattenom et environs     | 9,28             | 528 (2022)                                      | 57                 | modifier les données · modifier les données |
| Boust                        | 57104      | CC de Cattenom et environs     | 7,01             | 1 159 (2022)                                    | 165                | modifier les données · modifier les données |
| Breistroff-la-Grande         | 57109      | CC de Cattenom et environs     | 10,63            | 853 (2022)                                      | 80                 | modifier les données · modifier les données |
| Cattenom                     | 57124      | CC de Cattenom et environs     | 25,53            | 2 593 (2022)                                    | 102                | modifier les données · modifier les données |
| Entrange                     | 57194      | CC de Cattenom et environs     | 3,99             | 1 202 (2022)                                    | 301                | modifier les données · modifier les données |
| Escherange                   | 57199      | CC de Cattenom et environs     | 13,18            | 697 (2022)                                      | 53                 | modifier les données · modifier les données |
| Évrange                      | 57203      | CC de Cattenom et environs     | 2,25             | 227 (2022)                                      | 101                | modifier les données · modifier les données |
| Fixem                        | 57214      | CC de Cattenom et environs     | 3,53             | 399 (2022)                                      | 113                | modifier les données · modifier les données |
| Gavisse                      | 57245      | CC de Cattenom et environs     | 4,15             | 591 (2022)                                      | 142                | modifier les données · modifier les données |
| Hagen                        | 57282      | CC de Cattenom et environs     | 3,51             | 369 (2022)                                      | 105                | modifier les données · modifier les données |
| Hettange-Grande              | 57323      | CC de Cattenom et environs     | 16,27            | 7 768 (2022)                                    | 477                | modifier les données · modifier les données |
| Illange                      | 57343      | CA Portes de France-Thionville | 5,65             | 1 785 (2022)                                    | 316                | modifier les données · modifier les données |
| Kanfen                       | 57356      | CC de Cattenom et environs     | 8,50             | 1 234 (2022)                                    | 145                | modifier les données · modifier les données |
| Manom                        | 57441      | CA Portes de France-Thionville | 10,39            | 3 074 (2022)                                    | 296                | modifier les données · modifier les données |
| Mondorff                     | 57475      | CC de Cattenom et environs     | 3,84             | 582 (2022)                                      | 152                | modifier les données · modifier les données |
| Puttelange-lès-Thionville    | 57557      | CC de Cattenom et environs     | 10,67            | 1 033 (2022)                                    | 97                 | modifier les données · modifier les données |
| Rodemack                     | 57588      | CC de Cattenom et environs     | 9,96             | 1 282 (2022)                                    | 129                | modifier les données · modifier les données |
| Roussy-le-Village            | 57600      | CC de Cattenom et environs     | 12,50            | 1 559 (2022)                                    | 125                | modifier les données · modifier les données |
| Thionville                   | 57672      | CA Portes de France-Thionville | 49,88            | Fraction : 1 424 (2022) Commune : 42 778 (2022) | 858                | modifier les données · modifier les données |
| Volmerange-les-Mines         | 57731      | CC de Cattenom et environs     | 12,92            | 2 284 (2022)                                    | 177                | modifier les données · modifier les données |
| Zoufftgen                    | 57764      | CC de Cattenom et environs     | 16,70            | 1 271 (2022)                                    | 76                 | modifier les données · modifier les données |
| Canton d'Yutz                | 5727       |                                |                  | 50 393 (2022)                                   |                    | modifier les données                        |

Le canton d'Yutz comprend désormais :
1. la partie de la commune de Thionville correspondant aux anciennes communes de Garche et Kœking,
2. vingt-trois communes entières.

## Démographie

### Démographie avant 2015
| 1975   | 1982   | 1990   | 1999   | 2006   | 2011   | 2012   |
| ------ | ------ | ------ | ------ | ------ | ------ | ------ |
| 26 201 | 24 203 | 24 896 | 26 007 | 26 940 | 26 945 | 26 846 |

### Démographie depuis 2015
En 2022, le canton comptait 50 393 habitants, en évolution de +4,4 % par rapport à 2016 (Moselle : +0,52 %, France hors Mayotte : +2,11 %).
| 2013   | 2018   | 2022   |
| ------ | ------ | ------ |
| 46 997 | 48 926 | 50 393 |